# 齋藤雅男
齋藤 雅男（さいとう まさお、1919年 - 2016年）は、日本の鉄道技術者。

## 経歴
福岡県福岡市で、祖父は医学士、父はレントゲン技師という家庭に生まれる。戦時中に早稲田大学理工学部（機械工学）を卒業し、陸海軍技術将校となる。戦後、運輸省に入省するが、同省から鉄道部門が日本国有鉄道（国鉄）として独立した際そこに移籍、以降、東海道新幹線での安定化・輸送力増強に尽力したのを始め、内外の鉄道技術やシステムに深く関与。国際連合開発計画エグゼクティブ・アドバイザー、鉄道工学専門家。台湾高速鉄道では、審査官を務め、島隆とともに日本の技術供与にも尽力し、開業後もコンサルタントとして何度も台湾に渡航していた。2016年に死去。長男の齋藤雅之は、JR東日本常務取締役を経て、東京モノレールの代表取締役社長を務めた。

## 年表
出典は『雷都レールとちぎ通信』。
- 1919年 - 福岡市で出生
- 1944年 - 早稲田大学理工学部機械工科卒業
- 1946年 - 運輸省入省 資材局勤務
- 1946年 - 大阪鉄道局(後の大阪鉄道管理局)運転部勤務
- 1946年 - 同上吹田工機部車両課勤務
- 1948年 - 同上吹田工機部電機職場長
- 1949年 - 同上高砂工機部貨車職場長
- 1952年 - 秋田鉄道管理局大館機関区長
- 1953年 - 東京鉄道管理局新鶴見貨車区長
- 1955年 - 日本国有鉄道運転局車務課・課長補佐
- 1958年 - 門司鉄道管理局列車課長
- 1961年 - 岡山鉄道管理局運転部長
- 1963年 - 鉄道労働科学研究所(後の鉄道総合技術研究所)次長
- 1965年 - 東海道新幹線支社 運転車両部長
- 1968年 - 同上 次長
- 1969年 - 鉄道労働科学研究所 所長
- 1972年 - 総裁室勤務 依願退職
- 1972年 - 日本電気技師長・理事
- 1981年 - 日本電気鉄道通信エンジニアリング 代表取締役社長
- 1984年 - 同上 会長
- 1986年 - 同上 顧問
- 1988年 - 東日本旅客鉄道安全推進委員会 副委員長
- 1988年 - 国際連合開発計画(UNDP)・鉄道システム工学専門家に就任 
  - Executive Aldaviser (Railway Systems Engineering) United Nations  Development Program
- 1990年 - 勲四等旭日小綬章を授与
- 1990年 - 運輸省東海道新幹線輸送力増強懇談会委員
- 1990年 - 台北-高雄 台湾高速鉄道準備処（POHSR) テクニカル・アドバイザー
- 1991年 - ソウル-釜山 韓国高速電鉄公団 日本連合 テクニカル・アドバイザー
- 2016年 - 死去。

## 人物
鉄道関係の仕事での訪問国：122か国
鉄道関係の仕事で渡航回数：台湾 120 回以上、中国 80 回以上
社団法人日本交通協会会員
社団法人海外鉄道技術協力協会特別顧問
国際開発学会会員(Society For International Development)Membership

## 著作
- 単行本
  - 『社会風土と鉄道技術』中央社、1994年 ISBN 978-4-9244-2089-2
  - 『驀進 ―鉄道とともに50年から』鉄道ジャーナル社、1999年 ISBN 978-4-9244-9601-9
  - 『新幹線安全神話はこうしてつくられた』日刊工業新聞社、2006年 ISBN 978-4-5260-5728-1
- 連載（いずれも『鉄道ジャーナル』）
  - 「鉄道とともに50年』
  - 「台湾・高速鉄路建設のあゆみ Ilha Formosa 麗しき島―台湾」